# Populatieflessenhals

Een populatieflessenhals na een gebeurtenis kan leiden tot uitsterven of herstel van een populatie

Een populatieflessenhals (bottleneck) of genetische flessenhals is een begrip uit de populatiegenetica. Het refereert aan een drastische afname in populatiegrootte door omgevingsfactoren, bijvoorbeeld door een uitbraak van een dodelijke ziekte, aardbevingen, vulkanische winter zoals de Toba-catastrofe, branden, of menselijke activiteit (bijvoorbeeld een genocide) gevolgd door een herstel in grootte. Alleen de dieren met weerstand tegen de ziekte zullen overleven, samen met de paar dieren die niet geïnfecteerd raakten. Zij zijn de dieren die de populatie weer moeten opbouwen.